# رويسكا
بلدية رويسكا (بالإسبانية: Ruesca) هي بلدية تقع في مقاطعة سرقسطة التابعة لمنطقة أراغون شمال شرق إسبانيا.

## الديموغرافيا
بلغ عدد سكان بلدية رويسكا 80 نسمة عام 2011 (وفقاً للمعهد الوطني الإسباني للإحصاء).
| 93 | 92 | 88 | 86 | 82 | 80 | 80 |